# バベル (映画)
『バベル』（Babel）は、2006年のアメリカ映画。監督は、アレハンドロ・ゴンサレス・イニャリトゥ。

## 概要
2006年カンヌ国際映画祭のコンペティション部門で上映され、監督賞を受賞。菊地凛子が米映画批評会議賞新人女優賞を受賞した他　アカデミー賞助演女優賞にノミネートされたの含めて7部門ノミネートされ作曲賞を受賞した。2006年10月にアメリカで、2007年4月末に日本で公開された。
イニャリトゥ監督の過去の作品と同じく、時間軸が交差する作品である。モロッコ、アメリカのカリフォルニア、メキシコのティフアナ、そして日本の東京と、遠く離れた地域の人物たちのそれぞれのストーリーが、ある事件をきっかけに交差する。
キャッチコピーは「届け、心。」、「神よ、これが天罰か。」。

## あらすじ
バベルは『旧約聖書』創世記第11章にある町の名。町の人々は天まで届くバベルの塔を建てようとしたが神はそれを快く思わず、人々に別々の言葉を話させるようにした。その結果人々は統制がとれずばらばらになり、全世界に散っていった。この故事を背景に、「言葉が通じない」「心が通じない」世界における人間を描く。
モロッコ
裏売買で父親が手に入れたライフルを羊を狙うジャッカルの退治に渡された遊牧民の兄弟。羊の放牧に出た正直な兄アーメッドと要領のいい弟ユセフは射撃の腕を競ううちに遠くのバスを標的にしてしまう。
たがいに心の中に相手への不安を抱えながら、旅行でモロッコを訪れたアメリカ人夫婦のリチャードとスーザン。観光バスで移動中にスーザンは銃撃を受けて負傷、観光客一行は近くの村へ身を寄せる。リチャードは必死に救助を要請するが、一向に助けは来ず、バスに残された他の観光客たちとも不和が広がっていく。次第に事件が解明され、ライフルの入手元がモロッコに来た日本人の猟師であることが判明し、ストーリーが日本へとつながる。
アメリカ・メキシコ
リチャード・スーザン夫妻の家で子ども2人の世話するメキシコ人の使用人で不法就労者のアメリア。故郷のティフアナで催される息子の結婚式が迫るが、夫妻が旅行中のトラブルで帰国できず、代わりに子どもの面倒を見てくれるはずの親戚も都合がつかない。しかたなく彼女は子どもたちを結婚式に同行させる。式の後、甥のサンティアゴが3人をアメリカまで送り返すが、国境の検問所で子どもたちを不法に連れ込んだと見なされたのと飲酒運転がばれ、取り調べを受けそうになったところを強行突破してしまう。警察に追われ逃げ切れないと焦ったサンティアゴは、真夜中の荒野にアメリアと子どもたちを置き去りにしてしまう。
日本
千恵子は父と二人暮しのろう者の女子高生。母親を亡くした苦しみをうまくわかちあうことができない不器用な父娘関係に孤独感を深める千恵子だが、街に出ても聾であることで疎外感を味わっている。ある日、警察が父親に面会を求めて自宅を訪れるが、千恵子は刑事の目的を母親の死と関係があると誤解する。

## 出演
※括弧内は日本語吹替
- リチャード・ジョーンズ - ブラッド・ピット（松本保典）
- スーザン・ジョーンズ - ケイト・ブランシェット（塩田朋子）
- ユセフ - ブブケ・アイト・エル・カイド（津村まこと）
- アーメッド - サイード・タルカーニ（木村良平）
- アブドゥラ - ムスタファ・ラシーディ（原康義）
- アメリア - アドリアナ・バラッザ（磯辺万沙子）
- サンティアゴ - ガエル・ガルシア・ベルナル（小森創介）
- マイク・ジョーンズ - ネイサン・ギャンブル（小林由美子）
- デビー・ジョーンズ - エル・ファニング（川田妙子）
- アンワー - モハメド・アクザム（落合弘治）
- 国境検問所の警官 - クリフトン・コリンズ・Jr（後藤敦）
- 国境警備隊隊員 - マイケル・ペーニャ
- 綿谷安二郎 - 役所広司
- 綿谷千恵子 - 菊地凛子
- 真宮賢治 - 二階堂智
- 千恵子が通う歯科医 - 小木茂光
- 日本人の声 - ミチ・ヤマト

## スタッフ
- 原案・監督・製作：アレハンドロ・ゴンサレス・イニャリトゥ
- 原案・脚本：ギジェルモ・アリアガ
- 製作：スティーヴ・ゴリン、ジョン・キリク
- 音楽：グスターボ・サンタオラヤ
- 撮影監督：ロドリゴ・プリエト
- 編集：ダグラス・クライズ、スティーヴン・ミリオン
- 美術：ブリジット・ブロシュ
- 衣装：マイケル・ウィルキンソン
- 提供・配給：ギャガ・コミュニケーションズ

## 受賞歴
- カンヌ国際映画祭 監督賞
- ハリウッド映画祭：作曲賞、キャスティング賞
- ゴッサム賞：アンサンブル演技賞
- ナショナル・ボード・オブ・レビュー：作品トップ10
- アメリカン・フィルム・インスティチュート賞：作品賞トップ10
- ニューヨーク映画批評家オンライン賞：作品トップ10
- サテライト賞：作曲賞
- ラスヴェガス映画批評家協会賞：作品トップ10
- サウスイースタン映画批評家協会賞：作品賞第7位
- ダラス・フォートワース映画批評家協会賞：作品賞第5位
- サンディエゴ映画批評家協会賞：アンサンブル演技賞、作曲賞
- フェニックス映画批評家協会賞：作品トップ10
- セントラルオハイオ映画批評家協会賞：作品賞第8位、作曲賞
- ゴールデングローブ賞 作品賞 (ドラマ部門)
- アカデミー作曲賞

## 公開・反響

### 日本での映像点滅問題
同映画を上映していた愛知県名古屋市や三重県四日市市、ならびに都内の映画館で、「東京」でのストーリーの中でチエコがクラブで踊る場面で、クラブの照明が1分程度早い点滅を繰り返すシーンがあり、それを見た観客計9人が光過敏性発作（詳しい症例などはポケモンショックを参照）により吐き気などの体調不良を訴えていたことが明らかとなった。
配給元のギャガ・コミュニケーションズでは、日本に先行して公開された外国や、日本での試写会でこのような問題がなかったことから、様子を見守るとしているが、体調を悪くした観客の出た東宝の映画館チェーンを中心に、点滅を繰り返すシーンで注意するよう呼び掛ける文書の配布や、館内に張り紙をして注意を呼びかけていた。
その後、発売されたDVD-Videoではジャケット裏面に視聴注意喚起が記されている。
なお、映画業界においては、民放連の「アニメーション等の映像手法に関するガイドライン」に相当するものがなく、映画倫理委員会では映像技法の審査はされない。

### 聾者コミュニティ内外での反応
この映画では、日本の聾者が採り上げられているが、手話で行われる会話以外の音声日本語による会話部分に当初日本語字幕が付いていなかったため、日本の聴覚障害者はこの映画の中で日本の聾者を採り上げた部分に限って楽しむことが出来なかった。本作の日本手話監修を担当した「きいろぐみ」を中心に、これを問題視する意見が大きくなり、日本語字幕を追加するよう要望する動きが広がった。